# 布业会馆
布业会馆位于中国浙江省绍兴市越城区北后街24号（原花巷），为清光绪三年（1877）由当地布业同仁集资建造的会馆旧址，今为绍兴市老干部活动中心。
建筑群自解放北路题以红枫园的石牌坊而入，原有东西两路各四进，西路门外有砖砌影壁，前三进依次为门厅五间、两层楼屋七间和廊屋一组（纵三排各十间、横四排各五间，组成六个方院），第四进已改建。除楼屋明间为抬梁式外，其它均为穿斗式，硬山顶。东路第二进与西侧同，第三进西北有抱厦，其他已被拆改不存。